# بسيط (ميانة)
بسيط هي قرية في مقاطعة ميانة، إيران. يقدر عدد سكانها بـ 26 نسمة بحسب إحصاء 2016.